# Conny Giordano
Concetta Giordano, detta Conny (Napoli, 6 dicembre 1983), è una politica italiana.

## Biografia
Nata il 6 dicembre 1983 a Napoli, ma originaria di Frattamaggiore, è laureata in Lettere e ha una laurea specialistica in Filologia moderna.

### Elezione a deputato
Alle elezioni politiche del 2018 viene ricandidata alla Camera dei deputati, tra le liste del Movimento 5 Stelle nella circoscrizione Campania 1, venendo eletta deputata. Nella XVIII legislatura della Repubblica è stata componente della Commissione parlamentare per l'indirizzo generale e la vigilanza dei servizi radiotelevisivi, della Commissione parlamentare d'inchiesta sulla morte di Giulio Regeni, della 14ª Commissione Politiche dell'Unione Europea, della 1ª Commissione Affari Costituzionali, della Presidenza del Consiglio e interni e brevemente, in sostituzione del sottosegretario Simone Valente, della 7ª Commissione Cultura, scienza e istruzione.
Il 21 giugno 2022 segue la scissione di Luigi Di Maio dal Movimento 5 Stelle, a seguito dei contrasti tra lui e il presidente del M5S Giuseppe Conte, per aderire a Insieme per il futuro (Ipf).
Alle elezioni politiche anticipate del 25 settembre 2022 viene ricandidata alla Camera, per la lista elettorale di Ipf Impegno Civico - Centro Democratico (IC-CD) nel collegio plurinominale Basilicata - 01, ma non risulterà eletta per via del risultato pessimo a livello nazionale di IC-CD.